# Tổ Lang
Tổ Lang (tiếng Trung: 祖郎; bính âm: Zu Lang) là tướng lĩnh dưới quyền quân phiệt Tôn Sách thời Tam Quốc trong lịch sử Trung Quốc.

## Cuộc đời
Tổ Lang là quê ở huyện Lăng Dương, quận Đan Dương, Dương Châu, là tông soái trong quận.
Năm 191, Tôn Kiên tử trận ở Giang Hạ. Do Kiên lúc này trực thuộc Viên Thuật, nên con trưởng của Kiên là Tôn Sách cùng anh họ Tôn Bí dẫn tàn quân quy thuận Thuật. Năm 192, Tôn Sách muốn thu hồi quân cũ của cha, nhưng bị Viên Thuật cự tuyệt, bèn mang cả nhà đến nương tựa cậu ruột là thái thú Đan Dương Ngô Cảnh. Sách dùng danh nghĩa của Cảnh tại Khúc A chiêu mộ được hơn trăm bộ khúc. Tổ Lang lúc này tấn công, trong trận chém trúng yên ngựa của Sách. Tôn Sách đại bại, mất hết nhân mã.
Năm 197, Tôn Sách gần như hoàn toàn bình định Giang Đông, đuổi đi thái thú Đan Dương Viên Dận do Viên Thuật phái đến. Viên Thuật bất mãn việc Tôn Sách ly khai, lại lo lắng thế lực của Sách lớn mạnh sẽ tạo thành uy hiếp, bèn phái Vạn Diễn làm sứ giả, âm thầm liên lạc với các tặc soái quận Đan Dương. Tổ Lang cùng hơn ba mươi tông soái ở các huyện Nghi Thành, Kính, Lăng Dương, Thủy An, Y, Hấp,... nhận ấn thụ của Thuật, liên lạc với các thủ lĩnh Sơn Việt, tổ chức liên minh bao vây Tôn Sách. Tình hình hết sức nguy cấp, Trình Phổ cầm mâu thúc ngựa la hét, xông vào trùng vây, khiến Tổ Lang trở tay không kịp. Sách thừa cơ phá vây chạy thoát.
Tôn Sách thoát thân, hỏi ý Ngô Cảnh, tổ chức lại lực lượng, dẫn theo Tôn Hà, Tôn Phụ, Lã Phạm tiến công Lăng Dương. Tổ Lang bị Tôn Phụ bắt sống, dẫn đến trước mặt Tôn Sách. Sách nói rằng: Ngươi từng tập kích ta, chém yên ngựa của ta. Giờ ta gây dựng cơ nghiệp, muốn bỏ qua thù hận, chỉ cần nhân tài để bình ổn thiên hạ. Ta không hại ngươi, ngươi đừng sợ hãi. Lang dập đầu tạ tội, được Sách ban quần áo, phong làm Môn hạ tặc tào. Bấy giờ Tổ Lang cùng Thái Sử Từ đảm nhiệm việc dẫn đường cho quân, mọi người đều lấy đó làm vinh.

## Trong văn hóa
Trong tiểu thuyết Tam quốc diễn nghĩa, Tổ Lang xuất hiện ở hồi 15. Khi ấy Tôn Sách với Ngô Cảnh xảy ra bất đồng, Sách bèn di chuyển cả nhà tới Khúc A, còn bản thân đến đầu Viên Thuật. Thuật phong Tôn Sách làm Hoài nghĩa hiệu úy, phái đi đánh dẹp tặc soái ở huyện Kính là Tổ Lang. Tổ Lang trong tiểu thuyết bị Tôn Sách chủ động đánh tan, không hề nhắc tới việc bao vây hay đầu hàng.
Trong truyện tranh Hỏa phụng liêu nguyên, Tổ Lang xuất hiện ở hồi 490, tham gia trận Giang Lăng, từng bị Liêu Nguyên Quảng tù binh, cuối cùng bị Trương Liêu đột kích chém chết.